# 松山重治
松山 重治（まつやま しげはる）は、戦国時代から安土桃山時代にかけての武将。三好氏、織田氏の家臣。

## 略歴
堺の出身であり、当初は本願寺の番士だったが、その後、松永久秀及び三好長慶に仕えた。弁舌は爽やかであり、更に小皷、尺八、早歌などの芸能も巧みで座興を盛り上げたため、「堺の名物男」としてもてはやされたと伝わる。
三好長慶の家臣としての初見は天文20年（1551年）11月21日に、堺の豪商の津田宗達の催した茶会に石成友通と共に参加したことである。天文22年（1553年）12月24日には証如が沢上江の所領返還の礼として三好長慶、松永久秀、松山重治などに礼物を贈っている。永禄元年（1558年）に足利義輝が朽木谷で挙兵した際には東西九条に陣取っている。その後9月の白川口の戦いでは首53を取る戦功をあげて勝利に貢献した。永禄4年（1561年）11月の将軍地蔵山の戦いでは、家臣で「鎗中村」と称された中村新兵衛高続が、六角義賢の家臣・永原安芸守を討ち取っており、永禄5年（1562年）5月の教興寺の戦いでは安宅冬康を補佐し、畠山高政の率いる根来寺衆と戦い勝利している。この時特に戦功のあった者として寺町道昭、石成友通、阿波衆の吉成信長らと共に重治の名が挙げられている。永禄6年（1563年）正月27日の多武峰（談山神社）、筒井順慶、根来寺連合軍との戦いでも池田猪介、柳生宗厳らと戦功を立てたという。11月まで出家して「新入斎宗治」を名乗る。同じ頃に松永久秀が松永久通に家督を譲っているので概ね同世代であると思われる。永禄8年（1565年）の永禄の変では義輝の財物を押収して落ち武者狩りをしている。その後の三好氏の内乱では姿が見えない。
三好氏家中では約5千石を与えられて2千人の兵を率いており、松永久秀、鳥養貞長、野間長久、野間康久と共に三好政権を代表する家臣の一人であった。
三好家の没落後は、松山重治またはその後継者は織田信長に仕え、天正10年（1582年）1月の高野山攻めに参加している。この時、伊都郡内に多和城を築いた。その後の消息は不明。
紀伊国那賀郡粉河荘猪垣村古士（現紀の川市猪垣）に住んでいた鈴木兵三郎は重治の末裔を称した。